# Bregenz (kotar)
Kotar Bregenz je jedan od 94 austrijskih kotara od 132.915 stanovnika. Sjedište kotara je istoimeni grad Bregenz.

## Zemljopisne karakteristike
Kotar Bregenz leži na zapadu Austrije u Saveznoj državi Vorarlberg, na sjeveru graniči s Bavarskom (Njemačka), na zapada s Švicarskom, Lihtenštajnom, kotarima Dornbirn i Feldkirch, na jugu s Italijom i kotarom Bludenz, na istoku s Tirolom.

## Administrativna podjela kotara
Administrativni centar kotara je grad Bregenz.
Kotar je administrativno podjeljen na 40 općina od kojih 1 ima status grada, 4 
status trgovišta a njih 35 su općine.

### Gradovi
- Bregenz

### Trgovišta
- Bezau
- Hard
- Lauterach
- Wolfurt

### Općine
| - Alberschwende - Andelsbuch - Au - Bildstein - Bizau - Buch - Damüls - Doren - Egg - Eichenberg - Fußach - Gaißau | - Hittisau - Höchst - Hohenweiler - Hörbranz - Kennelbach - Krumbach - Langen - Langenegg - Lingenau - Lochau - Mellau - Mittelberg | - Möggers - Reuthe - Riefensberg - Schnepfau - Schoppernau - Schröcken - Schwarzach - Schwarzenberg - Sibratsgfäll - Sulzberg - Warth |

## Vanjske poveznice
- Službena stranica  Arhivirana inačica izvorne stranice od 9. svibnja 2018. (Wayback Machine) (njem.)